# Christophe Laurent
Christophe Laurent (Mende, 26 juli 1977) is een Frans voormalig wielrenner.

## Belangrijkste overwinningen
2001
- Les Boucles de l'Artois
- 1e etappe Ronde van Bretagne

2010
- proloog Ronde van Gévaudan

## Resultaten in voornaamste wedstrijden
| Jaar | Ronde van Italië | Ronde van Frankrijk | Ronde van Spanje |
| ---- | ---------------- | ------------------- | ---------------- |
| 2002 |                  |                     |                  |
| 2004 |                  | 134e                |                  |
| 2005 |                  |                     |                  |
| 2006 |                  | 125e                |                  |
| 2007 |                  |                     |                  |
| 2008 |                  |                     |                  |
| 2009 |                  |                     |                  |

| Jaar | Milaan-San Remo | Gent-Wevelgem | Ronde van Vlaanderen | Parijs-Roubaix | Amstel Gold Race | Luik-Bast.‑Luik | Waalse Pijl |
| ---- | --------------- | ------------- | -------------------- | -------------- | ---------------- | --------------- | ----------- |
| 2002 |                 |               |                      | 56e            |                  |                 |             |
| 2004 |                 |               |                      | 84e            |                  |                 |             |
| 2005 |                 |               |                      | 60e            |                  |                 |             |
| 2006 |                 |               |                      | 39e            |                  | 58e             | 43e         |
| 2007 | 119e            | 105e          | 65e                  | 77e            | 84e              |                 |             |
| 2008 |                 |               |                      | 112e           |                  |                 |             |
| 2009 |                 |               |                      | 76e            |                  |                 |             |